# Ford F-Series Super Duty
Ford F-Series Super Duty – samochód osobowo-dostawczy typu pickup klasy pełnowymiarowej produkowanych pod amerykańską marką Ford od 1998 roku. Od 2023 roku produkowana jest czwarta generacja modelu.

## Pierwsza generacja

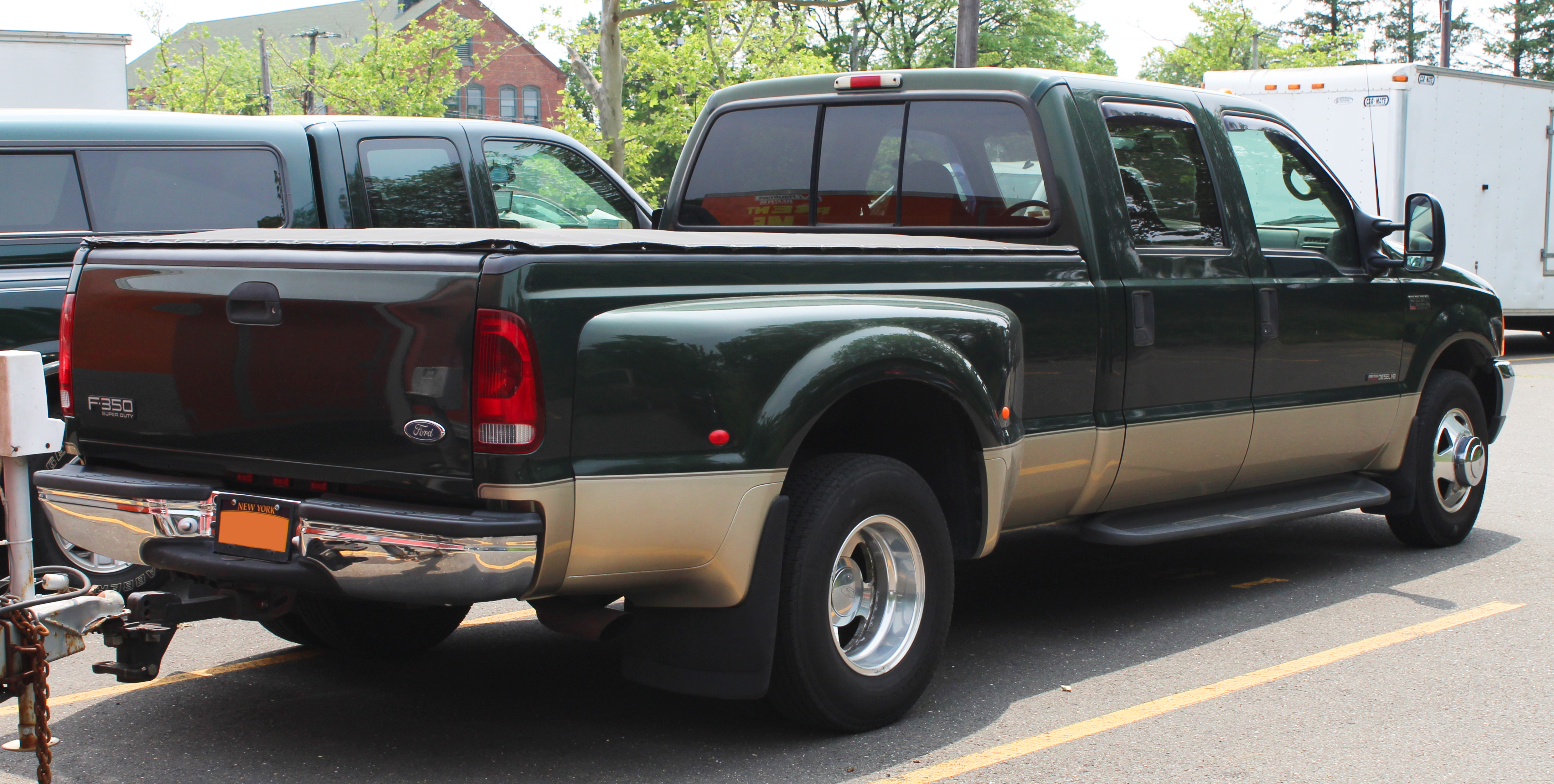
Ford F-Series Super Duty I - tył

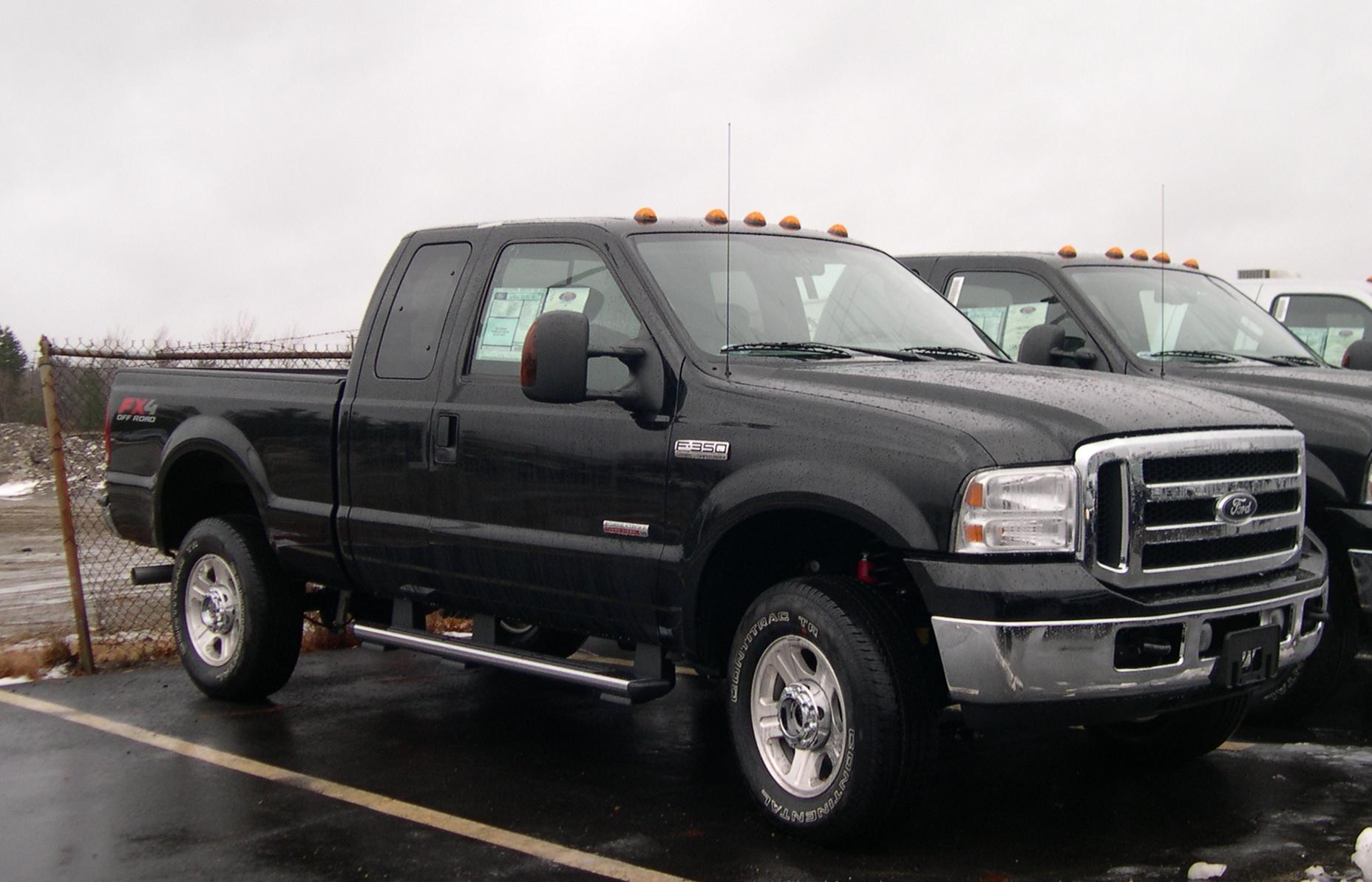
Ford F-Series Super Duty I po liftingu

Ford F-Series Super Duty I został zaprezentowany po raz pierwszy w 1998 roku.
W 1998 roku amerykański oddział Ford podjął decyzję o wydzieleniu większych, cięższych i bardziej użytkowych wariantów sztandarowego pickupa F-Series o nazwie F-250 i F-350 do oddzielnego, wyżej pozycjonowanego modelu z dopiskiem Super Duty w nazwie. W celu odróżnienia modelu od podstawowego F-150, Super Duty pierwszej generacji zyskał inny wygląd pasa przedniego z charakterystycznym kształtem reflektorów, innym wyglądem drzwi, masywniejszymi nadkolami i wyraźnie większym przedziałem transportowym.

### Lifting
W 2005 roku, razem z pokrewnym SUVem Excursion, Super Duty I przeszedł modernizację. W jej ramach przemodelowano przedni zderzak, pojawiła się nowa atrapa chłodnicy z charakterystycznymi poprzeczkami, a także zaktualizowano listę wyposażenia oraz zmodyfikowano wkłady lamp - pomarańczowe klosze kierunkowskazów stały się białe.

### Silniki
- V8 5,4 16V 255 KM
- V8 5,4 16V 260 KM
- V8 5,4 24V 300 KM
- V10 6,8l 20V 310 KM
- V10 6,8l 30V 362 KM

## Druga generacja

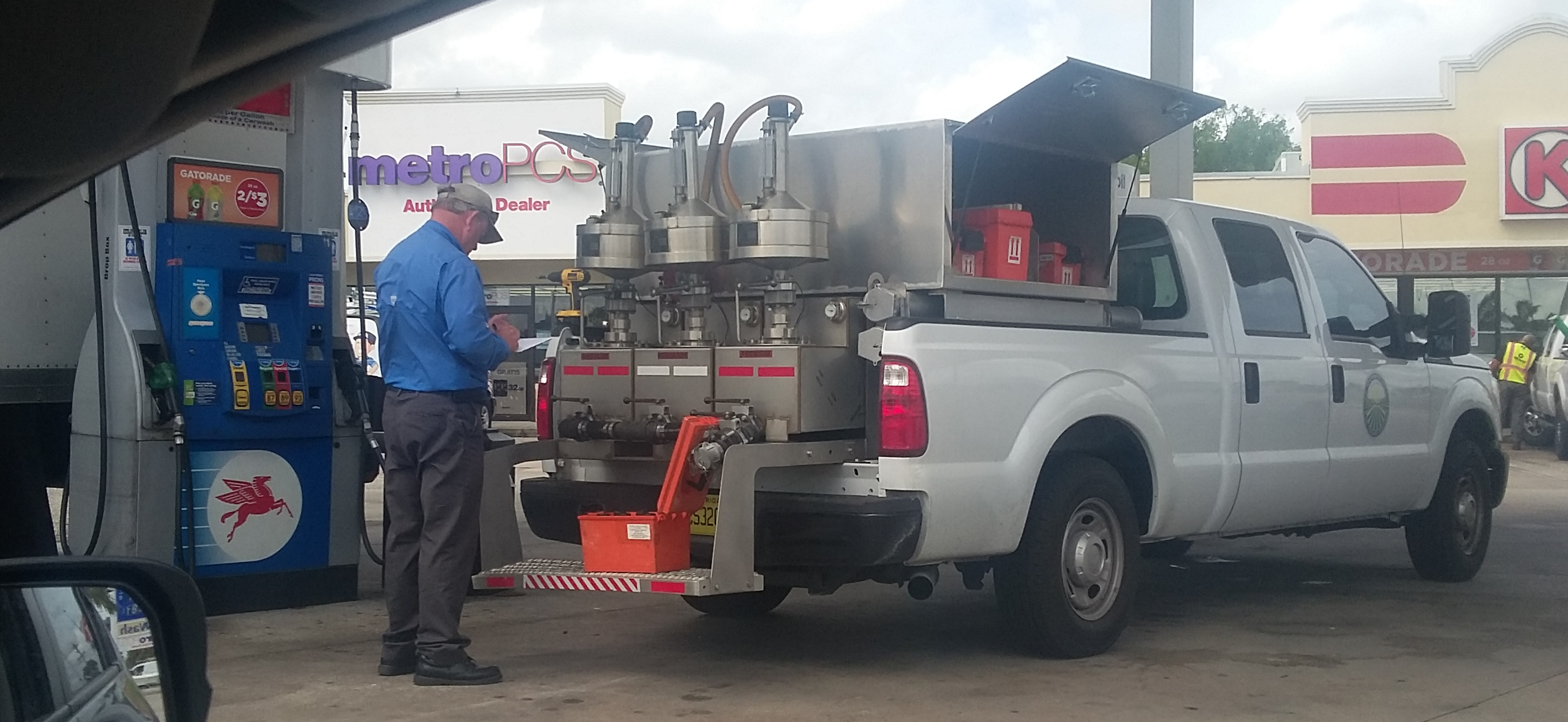
Ford F-Series Super Duty II - tył

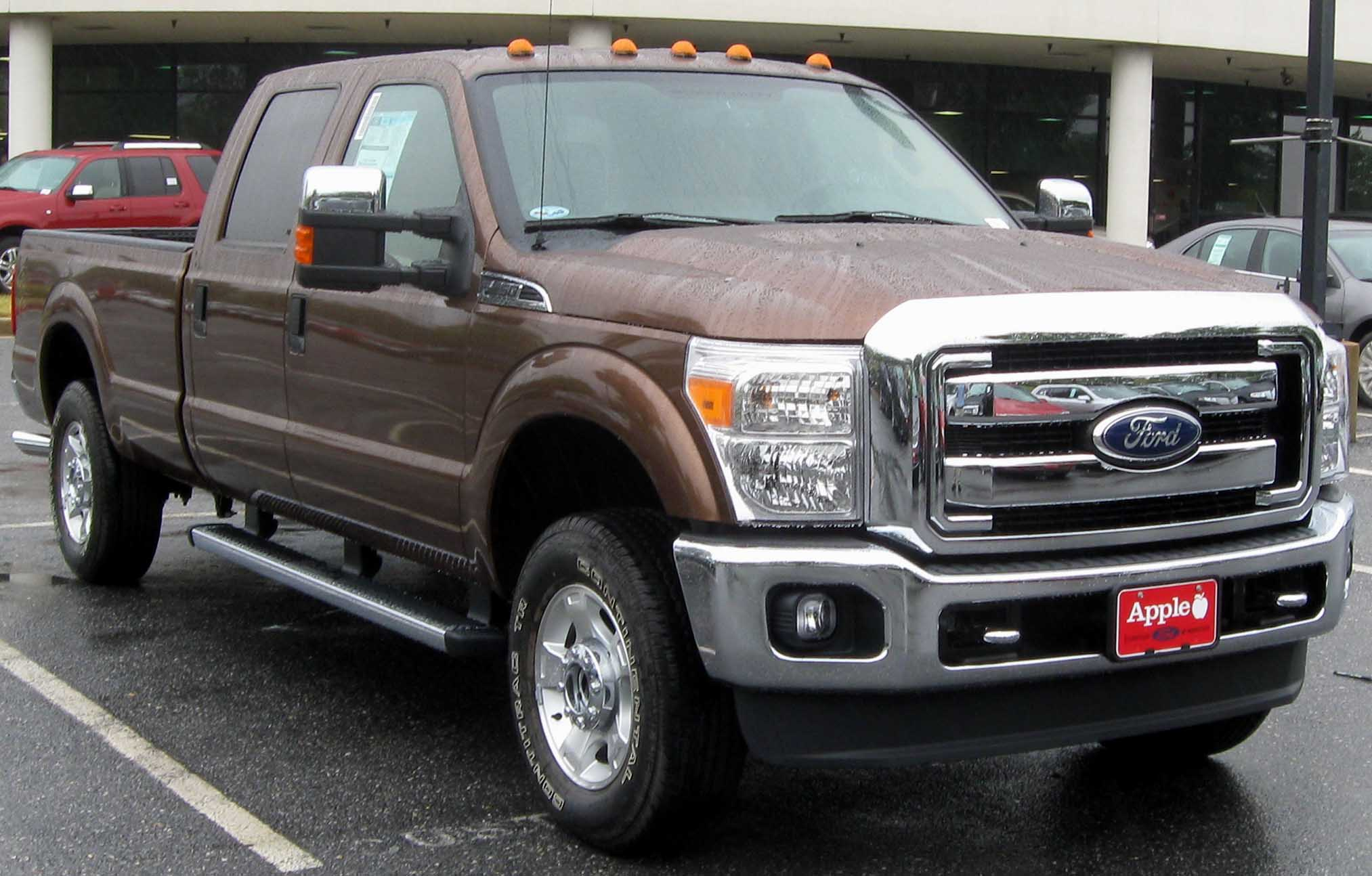
Ford F-Series Super Duty II po liftingu

Ford F-Series Super Duty II został zaprezentowany po raz pierwszy w 2006 roku.
Zupełnie nowa, druga generacja sztandarowego pickupa w ofercie Forda zadebiutowała pod koniec 2006 roku, powstając na zmodernizowanej platformie dzielonej z mniejszym modelem F-Series. Pod kątem stylistycznym samochód ponownie utrzymano w oryginalnej tonacji, gdzie dominowały charakterystyczne podłużne reflektory, pionowe klamki w drzwiach i masywniejsze proporcje niż u poprzednika.

### Lifting
We wrześniu 2009 roku Ford zaprezentował F-Series Super Duty drugiej generacji po gruntownej modernizacji nadwozia. Pojawił się zupełnie nowy pas przedni z większą, chromowaną atrapą chłodnicy, a także jeszcze masywniejsze, zaokrąglone na kantach reflektory. Producent zdecydował się też na przemodelowanie niektórych przyrządów na kokpicie i aktualizacje w m.in. liście wyposażenia.

### Silnik
Benzynowe:
- V8 5,4 l
- V8 6,2 l
- V10 6,8 l
- Wysokoprężne:
- V8 6,0 l
- V8 6,4 l
- V8 6,7 l
- V8 7,3 l

## Trzecia generacja

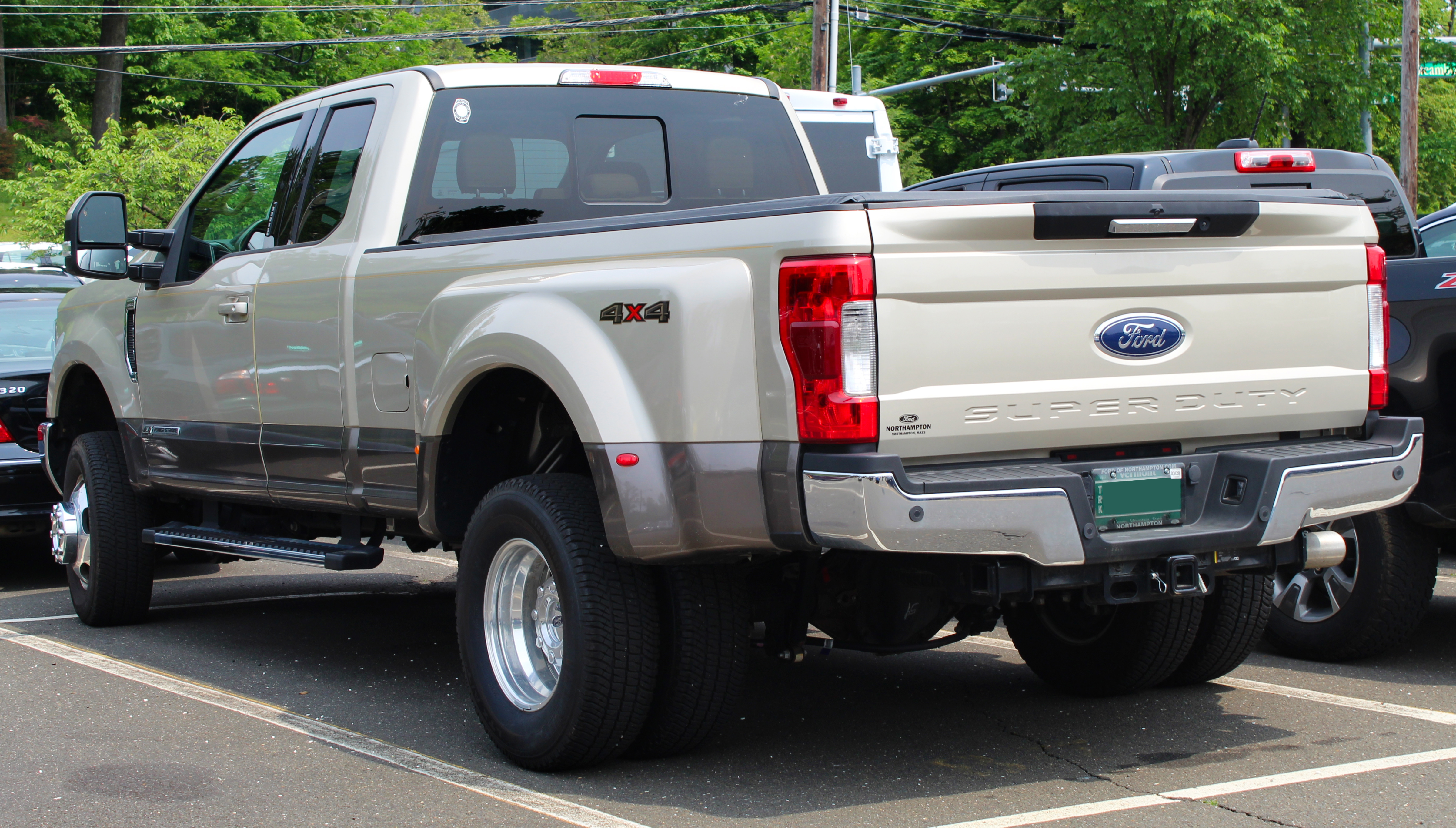
Ford F-Series Super Duty III - tył

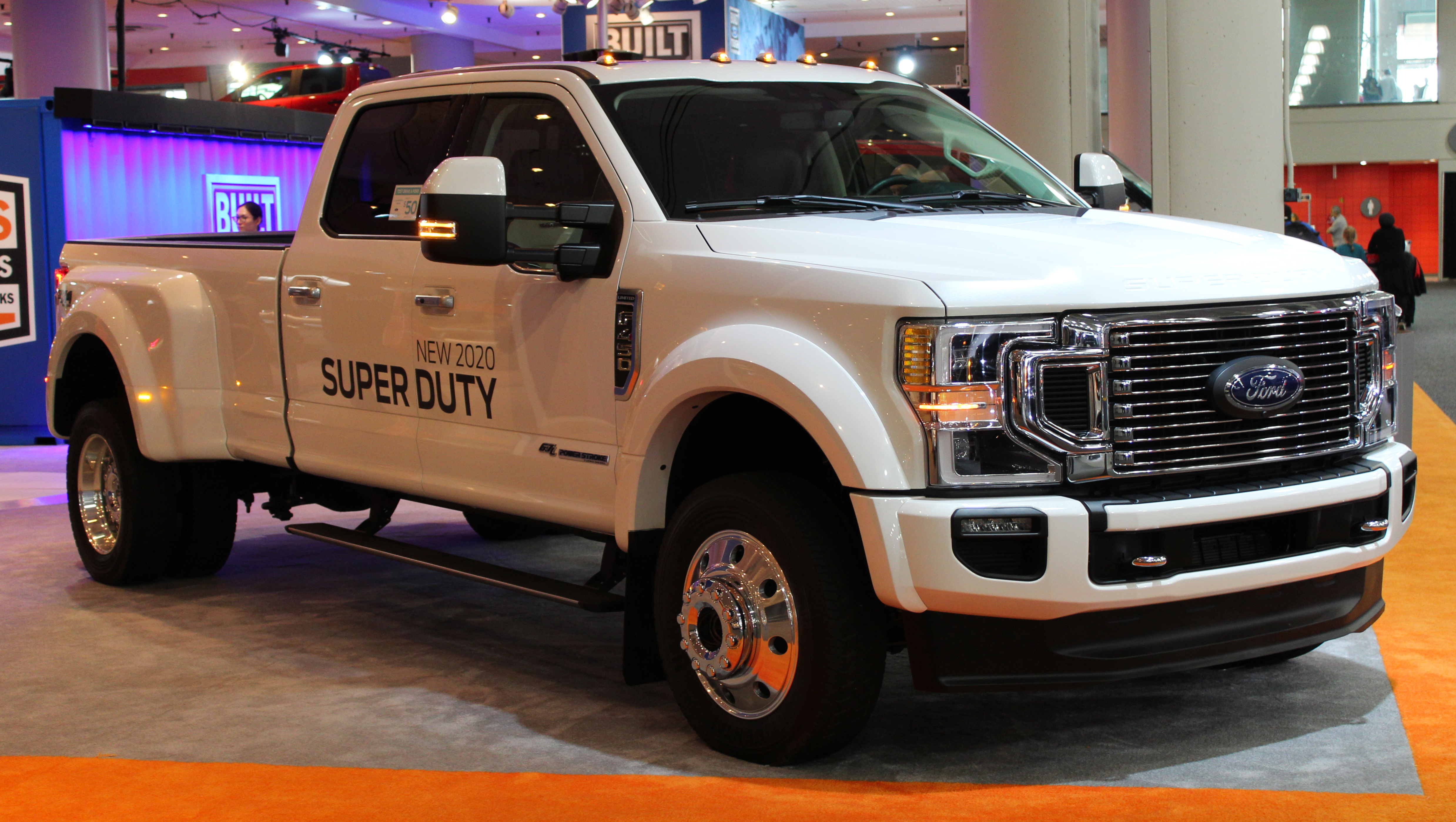
Ford F-Series Super Duty III po liftingu

Ford F-Series Super Duty III został zaprezentowany po raz pierwszy w 2015 roku.
Trzecia generacja F-Series Super Duty została przedstawiona przez Forda pod koniec września 2015 roku. Samochód przeszedł ewolucyjny kierunek zmian, zyskując jeszcze większą atrapę chłodnicy, masywniejsze tylne lampy i charakterystyczne, duże reflektory w kształcie litery C okalającej grill. Samochód upodobniono do pokrewnego F-Series XIII, ponownie podkreślając jednak odrębny charakter modelu w gamie producenta.

### Lifting
W lutym 2019 roku Ford przedstawił F-Series Super Duty III po modernizacji, w ramach której zmodyfikowano kształt atrapy chłodnicy, kształt zderzaków i wprowadzono nowe wkłady reflektorów oraz tylnych lamp. Ponadto, zmodernizowana została też gama jednostek napędowych oraz lista wyposażenia.

### Silniki
Benzynowe:
- V8 5,4 l
- V8 6,2 l
- V10 6,8 l
- Wysokoprężne:
- V8 6,0 l
- V8 6,4 l
- V8 6,7 l
- V8 7,3 l

## Czwarta generacja

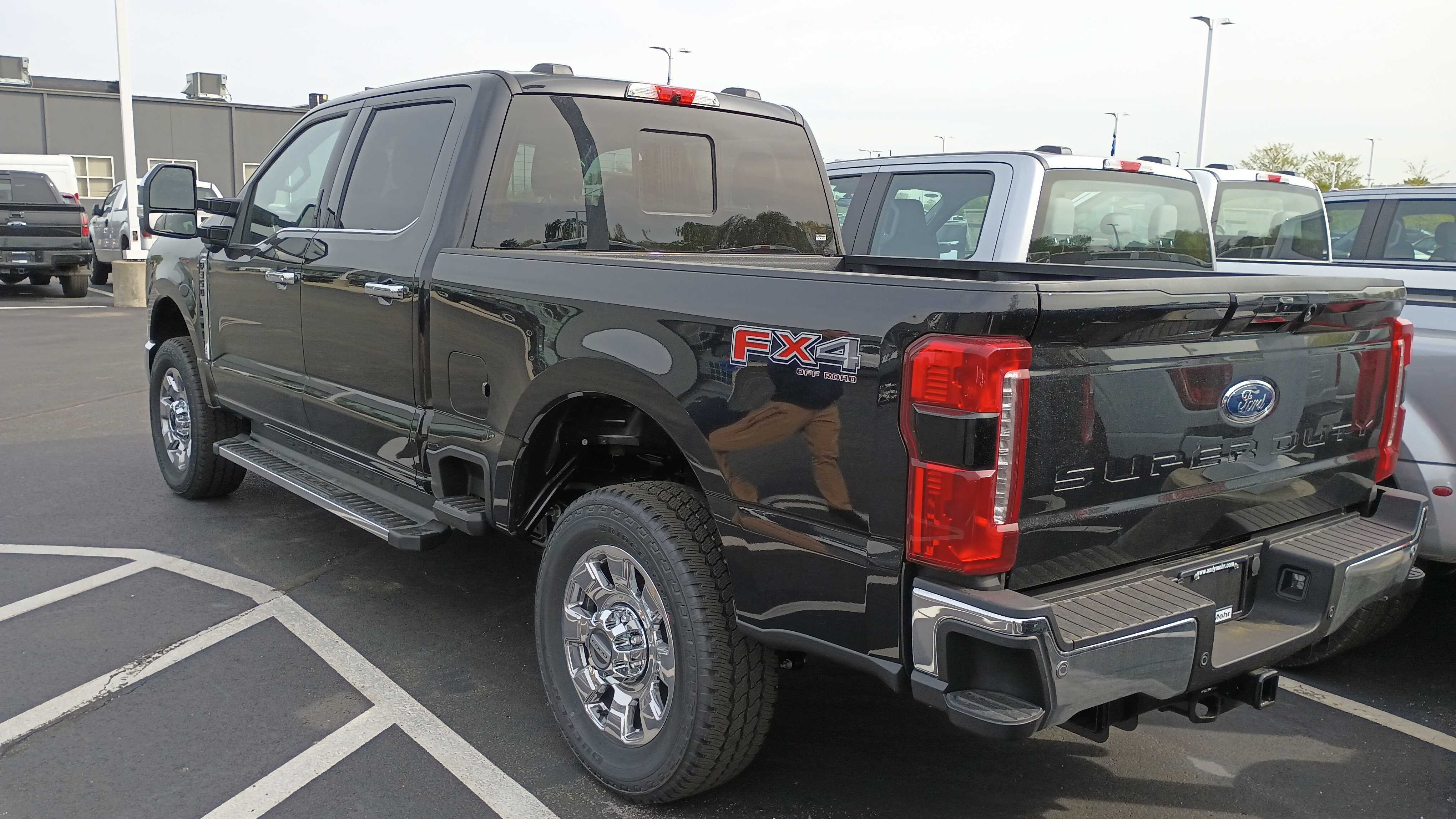
Ford F-350 Super Duty IV - tył

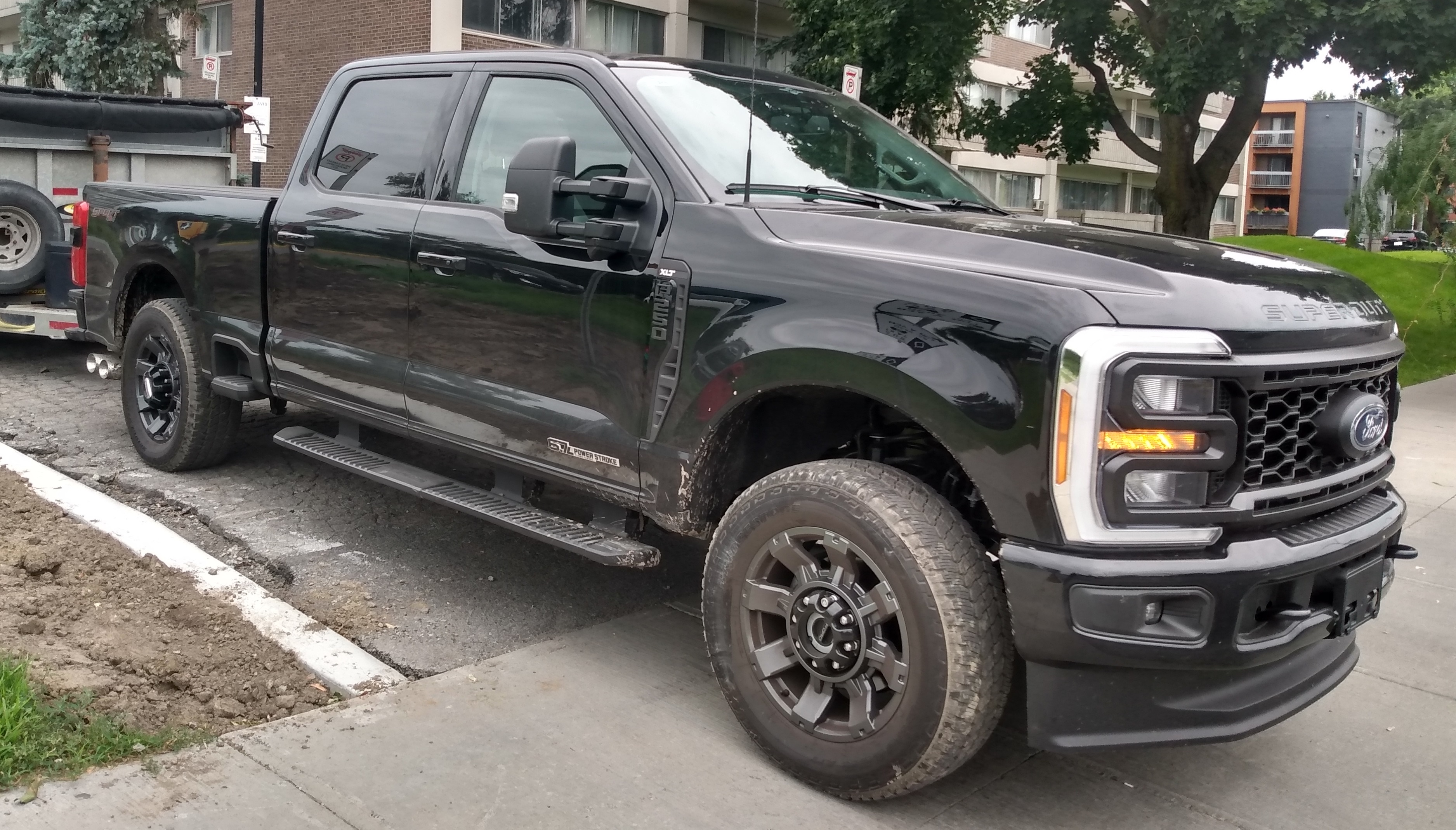
Ford F-250 Super Duty IV

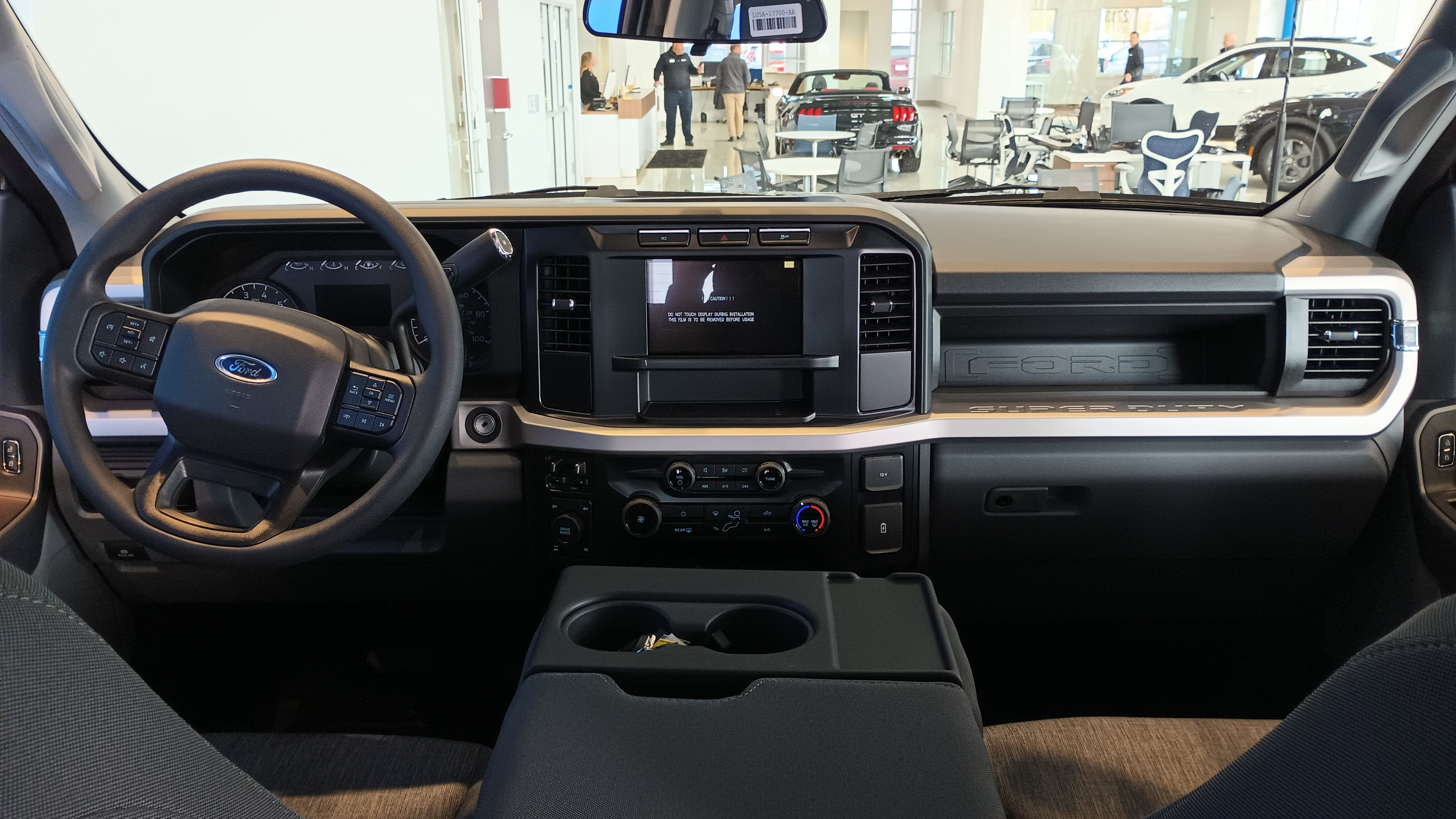
Ford F-250 Super Duty IV - kokpit

Ford F-Series Super Duty IV został zaprezentowany po raz pierwszy w 2022 roku.
Siedem lat po prezentacji modelu dotychczasowej generacji Ford zaprezentował zupełnie nową, czwartą generację modelu Super Duty. Wzorem mniejszego F-Series, samochód przeszedł ewolucyjny zakres modyfikacji przy zupełnie nowej płycie podłogowej i zastosowanych rozwiązaniach technologicznych. Pas przedni przyozdobiły charakterystyczne reflektory wykonane w technologii LED, które płynnie okalają masywną, chromowaną atrapę chłodnicy.
Masywna, rozbudowana deska rozdzielcza płynnie połączona została z szerokim tunelem, współdzieląc te elementy z pokrewnym F-Series. Szeroka konsola centralana została zdominowana przez 14-calowy ekran dotykowy systemu mulmedialnego oferujący łączność z zewnętrznymi inferfejsami i internetem.
Podobnie jak w przypadku poprzednika, gama jednostek napędowych została utworzona przez benzynowe oraz wysokoprężne jednostki napędowe typu V8 w zakresach pojemności od 6,2 od 7,3 litra. W przeciwieństwie do mniejszego F-Series, producent nie zdecydował się na elektryfikację i poprzestał na klasycznych układach napędowych.

### Sprzedaż
Zbieranie zamówień na nową generację Forda F-Series Super Duty rozpoczęło się w październiku 2022. Produkcja rozpoczęła się z kolei na początku 2023 roku w amerykańskich zakładach Forda w Louisville w stanie Kentucky.

### Silniki
- V8 6.2l
- V8 6.7l
- V8 7.3l